# Chapelle Sainte-Anne de Cessenon-sur-Orb
La chapelle Sainte-Anne de Cessenon-sur-Orb est une chapelle romane en ruines située à Cessenon-sur-Orb dans le département français de l'Hérault en région Occitanie.
Dans la région, elle est surnommée « la capeleta » en occitan et « la capelette », ou « la capellette » en français.

## Localisation
Les ruines de la chapelle se dressent dans la vallée de l'Orb le long de la route départementale D14 en direction de Cazouls-lès-Béziers, à 600 mètres au sud-est du village de Cessenon-sur-Orb.

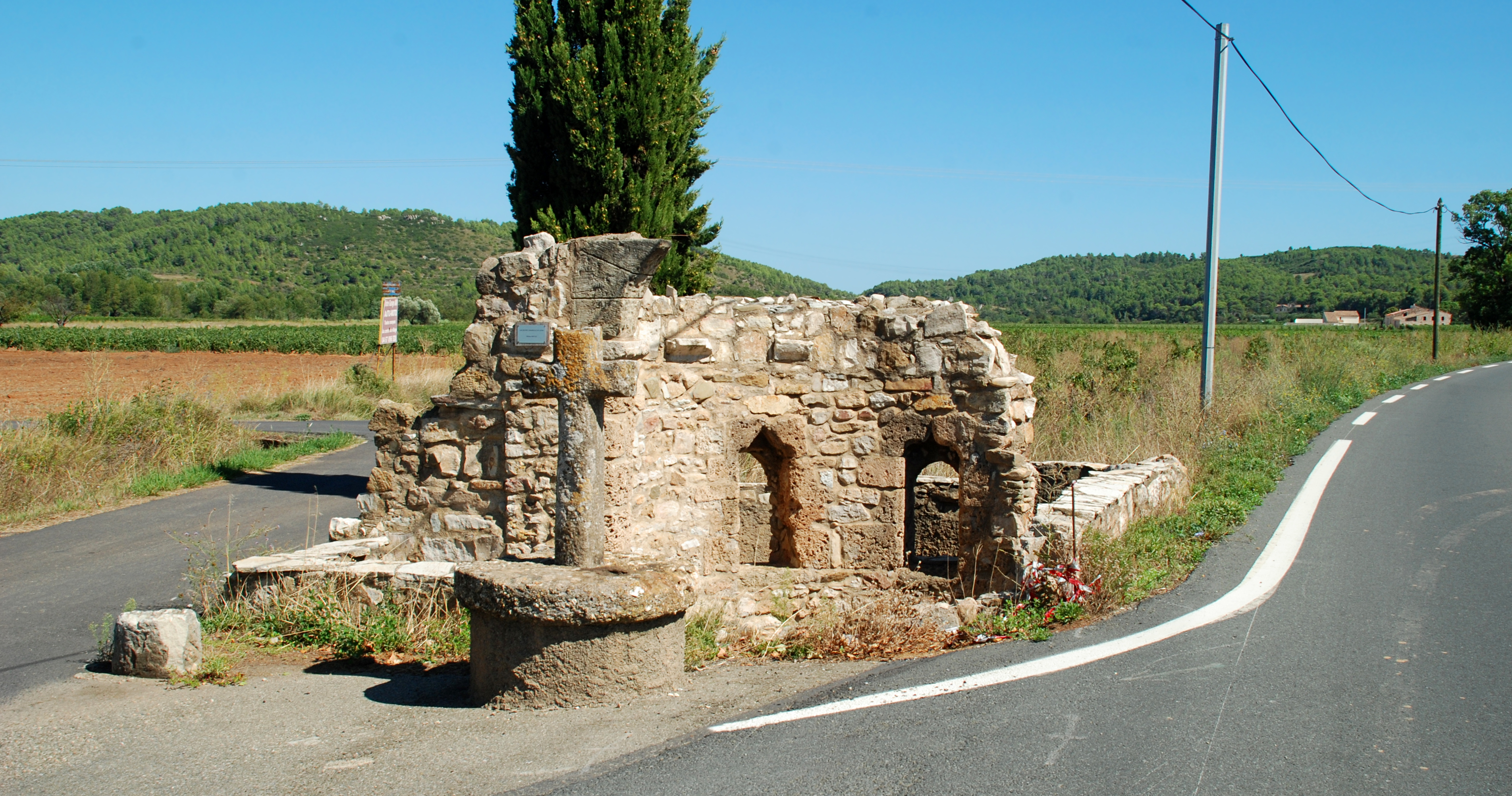
Les vestiges de la petite chapelle Sainte-Anne, entre deux routes dans la plaine de Cessenon-sur-Orb.

## Historique
Cessenon est mentionnée dès 973 sous le nom de Castrum de Cenceno dans le cartulaire de Saint-Pons.
La chapelle Sainte-Anne a été construite au XIIe siècle.
Après bien des destructions, il ne resta plus de la chapelle que quelques ruines qui finirent imbriquées dans les murs d'une baraque de cantonniers le long de la route D14,.
Vu l'appellation du lieu (Capelette, petite chapelle), des fouilles furent effectuées dans ce minuscule bâtiment couvert de ciment, qui menèrent à la découverte des vestiges de la chapelle,.
Les vestiges de la chapelle Sainte-Anne ont été récemment restaurés par la municipalité.

## Architecture
Les ruines de la chapelle Sainte-Anne de Cessenon-sur-Orb sont à moitié enterrées car la plaine de Cessenon a souvent été recouverte par les alluvions de l'Orb, ce qui a entraîné une modification du niveau du sol par rapport à l'époque romane.
La chapelle était un petit édifice roman qui avait probablement 12 mètres de long,.
Il n'en reste qu'une partie de l'abside et un bout du mur de la nef.
La chapelle possède une abside semi-circulaire édifiée en moellons à l'assemblage irrégulier, et percée de baies surmontées chacune d'un arc en plein cintre (style roman) du côté extérieur et d'un arc en accolade (style gothique) à l'intérieur.
|  |  |  |